# Elton (Wielki Manchester)
Elton – dzielnica miasta Bury, w Anglii, w hrabstwie Wielki Manchester, w dystrykcie Bury. Leży 15 km na północ od centrum miasta Manchester. W 2011 roku dzielnica liczyła 11 464 mieszkańców.